# Pompéry János
Pompéry János (Miskolc, 1819. június 21. – Budapest, 1884. szeptember 28.) magyar író, újságíró, az MTA levelező tagja (1859).

## Családja
A Pompéry család Moszkopóliból (ma Albánia) bevándorolt görögkeleti vallású cincár (amorún avagy macedovlach) család. Pompéry János nagyapja, Ioannis Pamperis 1860-ban, 13 évesen érkezett Magyarországra. Először Pesten élt, majd később Miskolcon telepedett le és kiterjedt borkereskedést űzött. Fia, Pompéry György, kinek özvegye férje mezőgazdaság és kereskedés terén szerzett érdemeire való hivatkozással nemességet kérvényezett fiuk Pompéry János számára, így utóbbi a Bihar megyei Papmező-Vallány nevű földbirtok fele részére királyi címeres adománylevelet nyert. 

## Életpályája
Tanulóéveit szülővárosában kezdte, Pesten folytatta, s a jogot 1838-ban Eperjesen végezte. Itt részesült, mint író, a legelső kitüntetésben a magyar nyelvművelő társaságban felolvasott novellájával. Ezalatt szülei, az 1830-ban Lengyelországot ért nagy csapás következtében borüzletük csökkenvén, elszegényedtek. Pompéry 1842. szeptember 26-án ügyvédi vizsgát tett. 1845-47-ben két és fél évig gróf Eszterházy Károly, Győr megye főispánjánál nevelői állásban működött, a gróf fiát a magyar köz- és magánjogra tanította, emellett az irodalommal is szorgalmasan foglalkozott. 1847-ben Marcaltőn ügyvéd volt és ezen év április 19-én a királytól megújított magyar nemességi oklevelet nyert.
1848–49-ben belügyminisztériumi titkár, 1849-ben pedig a jászkunok túrkevei kerületének országgyűlési képviselője volt. 1850-ben Bécsbe tette át lakását és a legfőbb törvényszéknél a magyarországi felek ügyeinek elintézését magán ügyvivő minőségében szorgalmazta. Visszatérvén Pestre, 1852-ben a természettudományok műveléséhez fogott; különös szenvedéllyel tanulta a kémiát.
1853-tól a Pesti Napló munkatársaként, majd 1856. december 9-étől 1857. december 9-éig szerkesztőjeként dolgozott. A politikai sajtó terén ekkor kezdett munkálkodni. A Garay-árvák ügyét ő karolta fel és leginkább ő eszközölte ki fényes sikerét. A magyar írók segélypénztára ügyében is ő indította meg a mozgalmat és nagy munkásságot fejtett ki ez ügyben. 
Szintoly lankadatlanul működött színházi ügyekben és az egyesületi téren is minden irányban.
1859. december 16-án a Magyar Tudományos Akadémia levelező tagjává választotta. Azon időben egy pár cikket írt a biztosítás ügyéről és az éppen akkor létrejött első Magyar Általános Biztosító Társaság fontos feladatára hívta fel a közönség figyelmét a Pesti Naplóban. Tisztviselője is lett e társaságnak, és 1864-től már a központi főügynökség egyik vezetője volt; 1874-től fogva pedig még ezenkívül az igazgatóság és választmányi jegyzője is; ez állásaiban megmaradt élte fogytáig.
1861-től politikai lapok szerkesztésével foglalkozott; 1861. január 1-jével megalapította a Magyarország című lapot, amelyet 1862. május 16-áig  szerkesztett. Ezután az Ország című lap szerkesztője volt Pesten 1862. október 15. és 1863. április 15. között. Megromlott egészsége miatt kénytelen volt abbanhagyni a szerkesztést.
Folyóiratokban több cikke és elbeszélése jelent meg az 1840-es és 1850-es évek folyamán. Vajda János baráti köréhez tartozott.
A Magyar Tudományos Akadémiában 1887. február 22-én Joannovics György mondott fölötte emlékbeszédet.
Gyermekei Pompéry Elemér, Pompéry Aurél és Pompéry Ágnes.

## Főbb művei
- Beszélyek. Irta Pompéry János (Ervin). Pest, 1853. Két kötet. (I. Az élet, naplómból, Két hölgy szerelme, Yole, II. A Tardyház, A virágos sír. Clarissa. Ism. Hölgyfutár 179. sz., P. Napló 1067., Budapesti Hirlap 274. sz., M. Hirlap 273. sz. 2. kiadás. Uo. 1864.).
- A tihanyi visszhang. Rege. Das Echo von Tihany. Märchen, Übersetzt von Kertbeny. Uo. 1853.
- Clarissa. Zwei Frauenherzen. Aus dem Ungarischen von Max Flak. Wien, 1853. (Neues Belletr. Lese-Cabinet 57. 58.)
- A telivér. Gróf Karátsonyi féle pályadíjat nyert eredeti vigjáték öt felvonásban. Írta Péter Pál. Bpest, 1859. (Ism. Pesti Napló 123-125. sz. Először adatott 1859. máj. 26. a pesti nemzeti színházban).
- A jogvesztés elmélete és az államjog. Irta Csemegi Károly. Kiadta ... Pest. 1862.
- Az első magyar általános biztosító társaság fennállásának negyedszázados évfordulóján. Bpest, 1883.